# Estación de Moncada-Ripollet
Moncada-Ripollet (oficialmente y en catalán Montcada-Ripollet) es una estación ferroviaria situada en el municipio español de Moncada y Reixach, en la provincia de Barcelona, comunidad autónoma de Cataluña. Forma parte de la línea R3 de la red de Cercanías Barcelona.

## Situación ferroviaria
Se encuentra en el pk. 12,3 de la línea férrea de ancho ibérico que une Barcelona con Ripoll a 49 metros de altitud. El tramo es de vía única y está electrificado.

## Servicios ferroviarios

### Cercanías
Forma parte de la línea R3 de Cercanías Barcelona operada por Renfe.
| << cabecera | < estación          | línea | estación >                          | cabecera >>                                    |
| --- | ------------------- | ----- | ----------------------------------- | ---------------------------------------------- |
| Rodalies de Catalunya de Renfe                                                                                         |                     |       |                                     |                                                |
| Hospitalet | Moncada-Bifurcación |       | Santa Perpetua de Mogoda La Florida | Granollers-Canovellas La Garriga Vich Ripoll 1 |
| 1. Algunos trenes dirección Ripoll / Ribas de Freser / Puigcerdá / Latour-de-Carol no efectúan parada en esta estación |                     |       |                                     |                                                |